# Bunzl
Bunzl plc ist ein börsennotierter Großhandels- und Logistikkonzern mit Sitz in London.

## Geschichte

### Bunzl & Biach AG in Österreich
Der Bunzl & Biach-Konzern geht auf die Gründung der Firma Emanuel Biach’s Eidam zurück, die 1854 von Moritz Bunzl (1820–1875) in Preßburg gegründet wurde. Die Firma betrieb den „Hadernhandel“, das heißt, sie sammelte Textilabfälle und bereitete sie für die Verwertung durch die Textil- und Papierindustrie auf.
Ab 15. November 1877 eine sog. Offene Gesellschaft, wurde am 9. August 1881 im Handelsregister des Handelsgerichts Wien unter der Adresse Porzellangasse 22, Wien-Alsergrund, eine Zweigniederlassung eingetragen, die 1883 unter Leitung von Max Bunzl (1855–1908) sowie Ludwig Bunzl (1857–1928), Söhne des Gründers, zur Zentrale wurde. Das Unternehmen organisierte ein sich über Mittel-, Ost- und Südosteuropa erstreckendes Netz zum Zwecke des „Hadernhandels“, erwarb jedoch selbst Fabriken zur Weiterverarbeitung: 1885 durch Julius Bunzl (1858–1921) die Kunstwollspinnerei Ignaz Ortmann (ab 1888 Kunstwoll-Spinnerei und -Weberei Ignaz Ortmann’s Nachfolger) im Dorf Quarb, Marktgemeinde Pernitz, 1918 die Papierfabrik Wattens, neu gegründet: 1917 eine Papierfabrik in Ortmann bei Pernitz.
Neben dem Firmensitz in Wien war der Standort in Ortmann bei Pernitz in Niederösterreich für den Konzern von großer Bedeutung. Hier ließen die Eigentümer in den 1920er Jahren von dem bedeutenden Architekten Josef Frank konzipierte Arbeiterwohnsiedlungen (1919) und eine Villa (1914) für sich selbst errichten.
Nach dem Zerfall von Österreich-Ungarn im Jahr 1918 wurden in den Nachfolgestaaten eigene Tochtergesellschaften gegründet, zudem wurden zahlreiche weitere Beteiligungen erworben (u. a. Bossi Hutfabriks AG in Wien, Papiergroßhandlung Carl Mang GmbH in Wien, Wolf Blumberg & Söhne AG in Teplitz-Schönau).
Um dieses Firmengeflecht unter einem Dach zu vereinen und künftige Erbteilungen unter den Eigentümern zu erleichtern, wurden 1936 die bis dahin bestehenden Firmen und Gesellschaften in Kapitalgesellschaften umgewandelt. Die österreichischen Gesellschaften sowie die Gesellschaften mit Österreichbezug wurden in die neugegründete Bunzl & Biach AG in Wien eingebracht. Weiters wurde eine Bunzl-Holding AG mit Sitz in Zug in der Schweiz gegründet. Die Bunzl Holding besaß neben der Bunzl & Biach AG in Wien zahlreiche Betriebe und Beteiligungen in den Nachfolgestaaten der ehemaligen Österreichisch-Ungarischen Monarchie sowie im Deutschen Reich.
Die Eigentümer der Bunzl-Holding AG waren sechs Brüder, die mitsamt ihren Familien nach dem Anschluss Österreichs an das Deutsche Reich 1938 als Juden verfolgt und vertrieben, teilweise auch ermordet wurden (der Sohn Emil Bunzls, Hans Bunzl, ein Komponist, wurde im KZ Dachau ermordet).
Die Bunzl & Biach AG entstand 1936 aus der Umwandlung der Firmen Bunzl & Biach und Ig. Ortmann’s Nachfolger in eine Aktiengesellschaft. Sämtliche Aktien befanden sich im Besitz der in Zug situierten Bunzl-Holding AG. Sie hatte Fabriken in Ortmann, Gmeingrube und Wattens. Erzeugt wurden: Kunstwolle, Kunstbaumwolle, Seiden-, Krepp-, Pergamin- und Feinpapiere, Zigarettenpapier in Bogen und Bobinen, Verbandwatte, Watte und Hutstumpen, Holzstoff und Pappen. Der Maschinenpark umfasste 9 Papiermaschinen, 4 Pappenmaschinen, 2 Holzschleifer mit 8 Pressen, 2 Holzkocher. Die Gesellschaft beschäftigte ungefähr 1500 Arbeiter und 300 Angestellte. Sie befasste sich auch mit dem Handel von Hadern (Lumpen) aller Art und Papierabfällen, mit der Waschung, Veredelung und Sortierung von Hadern und Abfällen, schließlich mit dem Handel von Baumwolle und Baumwollabfällen, Wolle und Wollabfällen.
1935/36 wurde die Lenzinger Papierfabrik-Aktiengesellschaft von der Familie Bunzl erworben und die Gesellschaft dem Interessenkreis der Bunzl & Biach AG, Wien angegliedert.
Der Konzern der Bunzl & Biach AG wurde 1938 durch die Oesterreichische Kontrollbank für Industrie und Handel „arisiert“ und im September 1941 in Kontropa Kontinentale Rohstoff und Papierindustrie Aktiengesellschaft umbenannt. Mitglieder des Direktoriums der Kontrollbank saßen nun im Aufsichtsrat der Kontropa und kontrollierten die Geschäfte, darunter vor allem der Jurist Walther Kastner, der sich vor allem zu verhindern bemühte, dass die Gesellschaft von „reichsdeutschen“ (d. h. nicht-österreichischen) Interessenten erworben wurde. Die Kontrollbank war lediglich als Auffanggesellschaft eingerichtet worden, die im Rahmen der „Arisierungen“ Firmen erwarb und – meist mit Gewinn – wieder weiterveräußte, jedoch nicht selbst dauerhaft betreiben sollte. Da in Österreich jedoch kein entsprechend finanzstarker Interessent zu finden war, übernahm schließlich ein Bankenkonsortium (bestehend aus den größten Geschäftsbanken Creditanstalt, Länderbank und den Privatbanken Schoeller & Co. und E. v. Nicolai) die Aktien mit der Absicht, sie im Publikum zu streuen.

### Bunzl plc in London
Im Jahr 1940 gründeten Martin, Hugo und Georg Bunzl unter dem Namen „Tissue Papers Limited“ einen Konzern für Zigarettenfilter in Großbritannien. Unter den Kriegseinflüssen entwickelte sich die Firma jedoch nicht sonderlich gut. Die Bunzl-Gruppe entstand 1940 in London aus dem Papierkonzern Bunzl & Biach AG mit Sitz in Wien.
1952 folgte die Umbenennung in „Bunzl Pulp & Paper Limited“. Man expandierte nach Südafrika und gründete 1954 die US-amerikanische Firma „American Filtrona“. Mit der Sensibilisierung der Bevölkerung hinsichtlich der Krebsgefahr beim Rauchen stieg die weltweite Filterproduktion erheblich an. So konnte sich Bunzl als Zulieferer für Imperial Tobacco und die Gallaher Group etablieren und damit die Filterproduktion auf das Zwölffache steigern.
Seit 1957 wird sie an der Londoner Börse notiert.

### Nachkriegsgeschichte
Nach Kriegsende wurde der Bunzl & Biach-Konzern 1947 im Zuge eines Rückstellungsverfahrens wieder von den vormaligen Eigentümern übernommen, aber nicht mit der britischen Firma vereinigt. Das während der NS-Herrschaft stark vergrößerte Werk in Lenzing – von der Thüringischen Zellwolle AG „arisiert“ – wurde im Rahmen eines Rückstellungsvergleiches geteilt. Ein Teil wurde der Bunzl-Holding AG 1949 zurückgestellt (Lenzinger Zellulose- und Papierfabrik AG), der andere bestand als Zellwolle Lenzing AG selbständig weiter fort. 1969 wurden die beiden Lenzinger Betriebe wieder vereinigt.
Im Jahr 1974 erhielt das Unternehmen die Staatliche Auszeichnung und darf seither das Wappen der Republik Österreich im Geschäftsverkehr verwenden.
Aus Österreich hat sich die Gruppe mit dem Verkauf der Anteile der Familie Bunzl jedoch 1979 zurückgezogen und die dortigen Geschäfte der „Bunzl & Biach GmbH“ überlassen.
Die Bunzl & Biach GmbH ist heute (Stand 2022) eine mehrheitliche Tochter der österreichischen Heinzel Group, Minderheitsteilhaber ist Essity.

### Rolle Walther Kastners
Der Jurist Walther Kastner (Ordinarius für Handels- und Wertpapierrecht an der Universität Wien ab 1964), der als stellvertretender Direktor der Kontrollbank ab Herbst 1938 die „Arisierung“ des Bunzl & Biach-Konzerns maßgebend mitorganisiert hatte, war auch an den Rückstellungsverhandlungen beteiligt und saß von 1957 bis 1975 im Aufsichtsrat des Bunzl & Biach-Konzerns. Er war auch an den Verkaufsverhandlungen 1979 als Berater der Familie Bunzl beteiligt, als man das Werk in Österreich aus dem Familienvermögen abstieß.

## Profil der Gruppe
Der weltweit operierende Konzern erwirtschaftete im Geschäftsjahr 2024 mit 56 Prozent den Großteil seines Umsatzes in Nordamerika. Kontinentaleuropa (also unter anderem ohne dem Vereinigten Königreich und Irland) ist der zweitgrößte Absatzmarkt mit einem Umsatzanteil von rund 20 Prozent. Des Weiteren hat in Amsterdam die kontinentaleuropäische Zentrale ihren Sitz. Außerdem bestehen in São Paulo und Melbourne Filialen für den restlichen Markt.
Eigentümer von Bunzl sind vor allem Investmentfonds und ETFs, die fast 57 Prozent der Anteile halten. Die drei  größten Investoren sind BlackRock (8,9 Prozent über zwei Gesellschaften), Schroder Investment Management (4,8 Prozent) und Capital International (4,7 Prozent).
Das Unternehmen gilt aus Anlegersicht als Dividendenaristokrat und ist in 270 ETFs gelistet, mit seinem größten Anteil im SPDR S&P UK Dividend Aristocrats UCITS ETF (Dist). Bunzl steigert seit 31 Jahren die an Aktionäre ausgeschüttete Dividende. In den letzten zehn Jahren stieg sie jahresdurchschnittlich um etwa 7,9 Prozent. Die Dividendenrendite liegt bei 3,2 Prozent.

Umsatz von 2007 nach Bereich und Region

| Geschäftsjahr | Umsatz (in Millionen £) | Gewinn vor Steuern (£m) | Gewinn (£m) | Gewinn je Aktie (p) |
| ------------- | ----------------------- | ----------------------- | ----------- | ------------------- |
| 2024          | 11.776,4                | 673,6                   | 500,4       | 149,6               |
| 2023          | 11.797,1                | 698,6                   | 526,2       | 157,1               |
| 2022          | 12.039,5                | 634,6                   | 474,4       | 141,7               |
| 2021          | 10.285,1                | 568,7                   | 442,8       | 132,7               |
| 2020          | 10.111,1                | 555,7                   | 430,0       | 128,8               |
| 2019          | 9.326,7                 | 453,3                   | 349,2       | 104,8               |
| 2018          | 9.079,4                 | 424,8                   | 326,5       | 98,4                |
| 2017          | 8.580,9                 | 409,3                   | 310,5       | 94,2                |
| 2016          | 7.429,1                 | 362,9                   | 265,9       | 80,7                |
| 2015          | 6.489,7                 | 322,7                   | 232,7       | 71,0                |
| 2014          | 6.157                   | 299,8                   | 210,7       | 64,5                |
| 2013          | 6.098                   | 332,1                   | 206,8       | 63,5                |
| 2012          | 5.359                   | 293,8                   | 191,3       | 58,7                |
| 2011          | 5.110                   | 193,7                   | 123,8       | 38,2                |
| 2010          | 4.830                   | 225,2                   | 159,0       | 49,1                |
| 2009          | 4.649                   | 257,8                   | 148,9       | 46,4                |
| 2008          | 4.177                   | 206,9                   | 142,2       | 44,5                |
| 2007          | 3.582                   | 191,1                   | 130,1       | 39,8                |
| 2006          | 3.333                   | 189,7                   | 129,4       | 37,8                |
| 2005          | 2.924                   | 176,7                   | 124,2       | 35,4                |
| 2004          | 2.438                   | 158,2                   | 141,4       | 30,7                |
| 2004          | 2.438                   | 200,9                   | 127,4       | 28,7                |
| 2003          | 2.276                   | 194,6                   | 124,6       | 27,4                |